# Sandy Woodward
Pour les articles homonymes, voir Woodward.
John Forster « Sandy » Woodward est un amiral britannique né à Penzance (Cornouailles) le 1er mai 1932 et mort le 4 août 2013 . Il est chevalier grand-croix de l'ordre de l'empire britannique (GBE) et chevalier commandeur de l'Ordre du Bain (KCB).

## Biographie
Entré dans la Royal Navy à l'âge de 13 ans, il devient sous marinier. Le HMS Tireless, un sous-marin classique d'attaque de classe T, constitue son premier commandement en 1960.
Il est promu contre-amiral en 1981 avant de commander en 1982, lors de la guerre des Malouines, le groupe de combat de l'Atlantique Sud chargé de reconquérir les îles Malouines (Falkland Islands). Il prend sa retraite en 1989.
Il a écrit un livre avec Patrick Robinson, One Hundred Days: Memoirs of the Falklands Battle Group Commander, détaillant son intervention lors de la guerre des Malouines. Il conseillera Patrick Robinson sur certains des ouvrages écrits par ce dernier.

### Sources et bibliographie
- (en) Cet article est partiellement ou en totalité issu de l’article de Wikipédia en anglais intitulé « Sandy Woodward » (voir la liste des auteurs).